# Мендес, Марио Омар
Ма́рио О́мар Ме́ндес (исп. Mario Omar Méndez; 11 мая 1938, Уругвай — 1 июля 2020, Монтевидео) — уругвайский футболист, участник чемпионата мира по футболу 1962 года, играл на позиции защитника.

## Биография

### Клубная карьера
Мендес играл в течение одного сезона за команду «Суд Америка», а в 1962 году перешёл в «Насьональ», в котором играл три сезона и выиграл чемпионский титул в 1963 году.
Его последним клубом в Уругвае стал «Пеньяроль», в котором отыграл два сезона и выиграл чемпионский титул в 1968 году. Покинув Уругвай, отправился в Венесуэлу, где играл за «Тигре Арагуа» и «Эстудиантес де Мерида», в котором завершил игровую карьеру.

### Карьера в сборной
В составе сборной Уругвая играл на чемпионате Южной Америки 1959 года, по итогам которого уругвайцы стали чемпионами. В 1962 году был участником чемпионата мира по футболу 1962 года, на котором сыграл три матча на групповом этапе, но уругвайцы не вышли из группы. Всего за сборную Уругвая сыграл 22 матча и забил один мяч.

### Смерть
Скончался 1 июля 2020 года в Монтевидео в возрасте 82 лет.

## Достижения
«Насьональ» Монтевидео
- Чемпион Уругвая (1): 1963

«Пеньяроль»
- Чемпион Уругвая (1): 1968

Уругвай
- Чемпион Южной Америки (1): 1959